# Ene-Lille Kitsing
Ene-Lille Kitsing, coniugata Jaanson (Tartu, 19 gennaio 1934 – Tartu, 23 ottobre 2013), è stata una cestista sovietica.

## Carriera
Con l'Unione Sovietica ha disputato i Campionati del mondo del 1959, vincendo la medaglia d'oro.